# Sinployea proxima
Sinployea proxima foi uma espécie de gastrópodes da família Charopidae.
Foi endémica das Ilhas Cook.